# James Harry Lacey
James Harry Lacey (Wetherby, 1º febbraio 1917 – Bridlington, 30 maggio 1989) è stato un militare e aviatore britannico, asso della Royal Air Force durante la seconda guerra mondiale, accreditato di 28 vittorie accertate, cinque probabili, e nove aerei danneggiati.  Decorato con la Distinguished Flying Cross con Bar e della Croix de guerre 1939-1945 francese.

## Biografia
Nacque a Wetherby, West Riding of Yorkshire, il 1 febbraio 1917, e dopo aver compiuto gli studi primari presso la King James Grammar School di Knaresborough, a partire dal 1933 effettuò quelli secondari presso il Technical College di Leeds, da dove uscì quattro anni dopo come apprendista farmacista. Nel gennaio 1937 si arruolò nella Royal Air Force Volunteer Reserve divenendo Allievo pilota sulla base di Perth in Scozia, dove conseguì il brevetto di pilota militare volando a bordo dei bombardieri leggeri biposto Hawker Hart. Classificato subito come pilota sopra la media, nel 1938 fu inviato a frequentare il corso per istruttore presso la Yorkshire Flying School, volando a bordo dei caccia biplani Hawker Fury e dei monoplani Hawker Hurricane. Allo scoppio della seconda guerra mondiale aveva già effettuato 1.000 ore di volo. e fu assegnato con il grado di sergente al No.501 Squadron "County of Gloucester" sulla base di Filton.

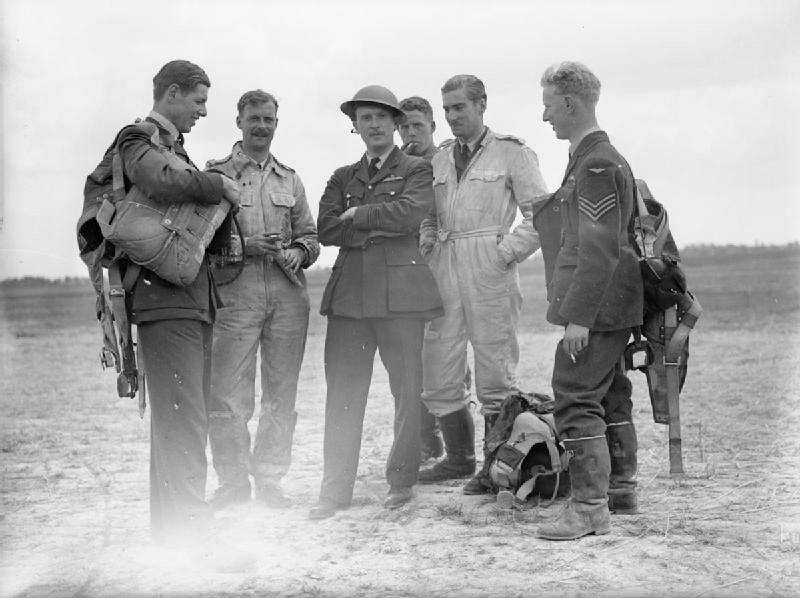
L’ufficiale comandante del No. 501 Squadron RAF "County of Gloucester", circondato dai suoi piloti a Bétheniville. Da sinistra a destra: Pilot Officer K. N. T. Lee, Flying Officer M. F. C. Smith (ucciso in azione), Squadron Leader A. V. Clube (CO), Sergente D. A. S. McKay, Sergente P. C. P. Farnes e Sergente J. H. "Ginger" Lacey.

All’atto dell’attacco tedesco a ovest, il 10 maggio 1940, il suo reparto fu trasferito in Francia presso il campo d’aviazione di Bétheniville, vicino a Reims, entrando subito in azione. Il 13 maggio abbatte tre aerei vicino a Sedan, un caccia Messerschmitt Bf 109, un cacciabombardiere Messerschmitt Bf 110  e un bombardiere Heinkel He 111 del Kampfgeschwader 53, venendo insignito dal governo francese con la Croix de guerre. Il 27 maggio conseguì una doppietta, abbattendo due bombardieri He 111, ma il 9 giugno il suo aereo fu gravemente danneggiato, ed egli dovette effettuare un atterraggio di emergenza rischiando di annegare in una palude. Dopo la caduta della Francia il 19 giugno il suo reparto fu evacuato in Inghilterra, rischierandosi dapprima a Gravesend, Kent, e poi a Croydon, vicino a Londra. Il 20 luglio conseguì la sesta vittoria abbattendo caccia Bf 109E dello Jagdgeschwader 27, seguita dalla settima a spese di un cacciabombardiere Junkers Ju 87 Stuka il giorno 12 agosto, e dall’ottava il giorno 24 contro un bombardiere Junkers Ju 88. Insignito della Distinguished Flying Medal il 23 agosto, sei giorni dopo abbatte un Bf 109 dello Jagdgeschwader 3.
Il 30 agosto distrusse un bombardiere He 111, e il giorno dopo un caccia Bf 109, seguiti da altri due il 2 settembre, e ulteriori due il giorno 5 dello stesso mese. Il 13 successivo abbatte un bombardiere He 111 del Kampfgeschwader 55 che aveva appena bombardato Buckingham Palace, ma il suo aereo fu a sua volta gravemente danneggiato dal fuoco di risposta incendiandosi, tanto che dovette lanciarsi con il paracadute. Toccato terra gravemente ustionato, nascose le sue reali condizioni al proprio comandante, arrivando a medicarsi da solo, e abbattendo il giorno 15 un bombardiere He 111 e tre caccia Bf 109. Il giorno 17 fu a sua volta abbattuto da un Bf 109 sopra Ashford senza riportare danni fisici. Al termine della battaglia d'Inghilterra gli erano stati accreditate un totale di 23 vittorie, e il 26 novembre 1940 aveva aggiunto la Bar alla sua Distinguished Flying Medal.

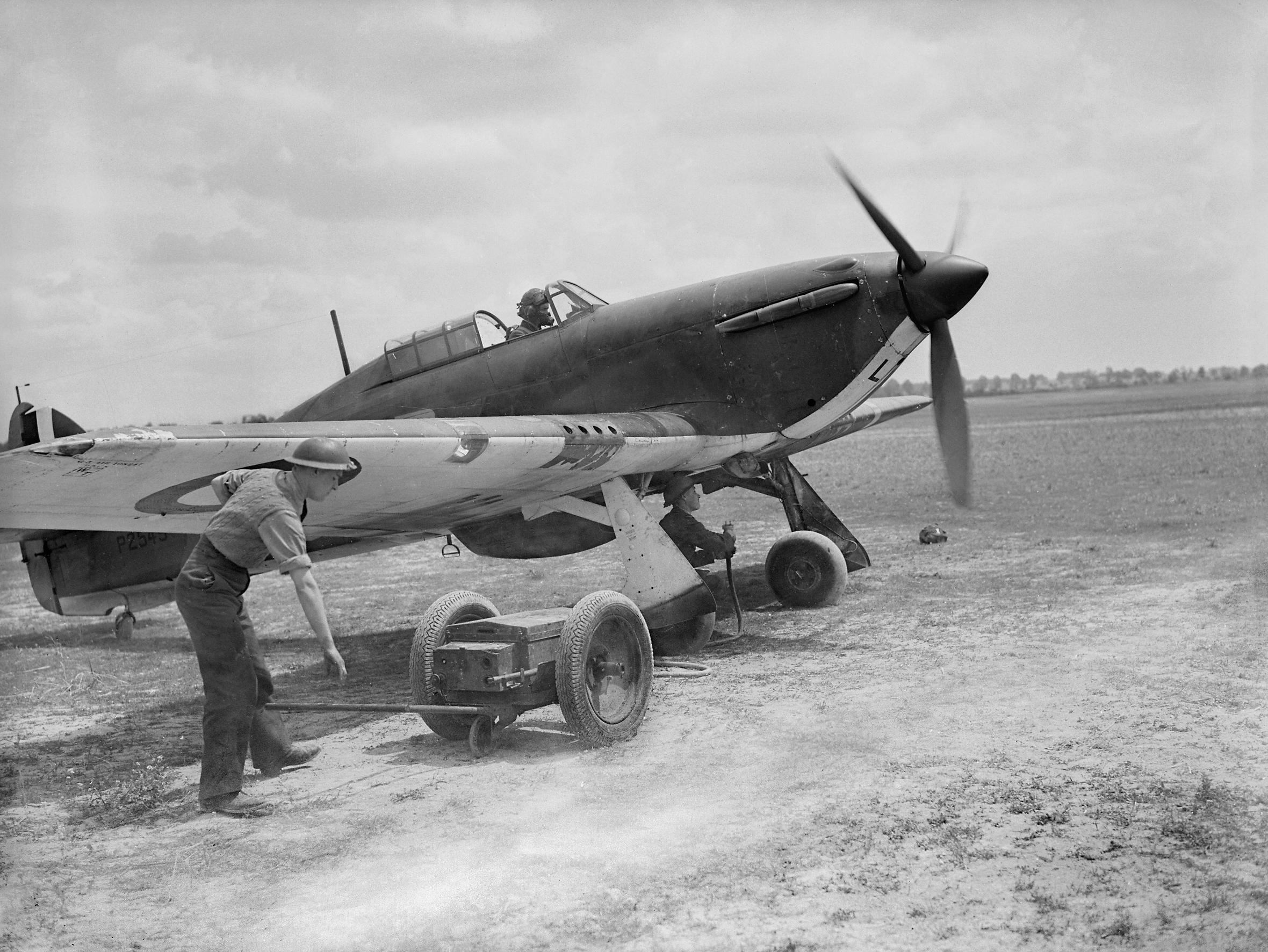
Un aviere si avvia a mettere in moto il propulsore di un caccia Hawker Hurricane Mk.I del No. 501 Squadron RAF fotografato a Bétheniville nel maggio 1940.

Menzionato nei Dispatches il 1 gennaio 1941, fu promosso Pilot Officier il 25 gennaio dello stesso mese, e Acting Flight Leutenant nel giugno successivo. Volando sulla Francia occupata, il 10 nel mese di luglio distrusse un altro Bf 109 il giorno 10 e un idrovolante Heinkel He 59 il giorno 14. Nel mese di agosto fu ritirato dalla prima linea, venendo assegnato come istruttore di volo alla No.59 Operational Conversion Unit.
Durante il marzo 1942 entrò in servizio presso il No. 602 Squadron di stanza a Kenley, equipaggiato con i Supermarine Spitfire Mk V, e il 24 dello stesso mese danneggiò un caccia Focke-Wulf Fw 190, seguito da un altro il 25 aprile, passando poi in forza all’81 Group come ufficiale tattico. Promosso substantive Flight Leutenant il 27 agosto, nel mese di novembre fu assegnato come capo istruttore alla No. 1 Special Attack Instructors School di Milfield.
Nel marzo 1943 fu trasferito in India, in forza al No.20 Squadron di Kaylan, passando quindi nel mese di luglio al 1572 Gunnery Flight per effettuare la conversione operativa dai velivoli Bristol Blenheim e Hawker Hurricane ai nuovi Republic P-47 Thunderbolt. Nel novembre 1944 assunse il comando interinale del No.155 Squadron equipaggiato con gli Spitfire Mk.VIII, e quindi quello effettivo del No.17 Squadron impiegato per il supporto tattico ai battaglioni di Gurkha impegnati in Birmania. Il 19 febbraio 1945 conseguì la sua ultima vittoria a spese di un caccia giapponese Nakajima Ki-43 Hayabusa. Dopo la fine della guerra portò il suo reparto in Giappone, ritornando in Patria nel maggio dello stesso anno. L’8 dicembre 1948,  fu ammesso a prestare servizio permanente effettivo nella Royal Air Force, con il grado di Flight Leutenant. Ritornò alla vita civile il 5 marzo 1967 con il rango di Squadron Leader, lavorando nel settore del trasporto aereo e come istruttore presso la scuola di volo di Bridlington, e li si spense il 30 maggio 1989. Il suo corpo fu sepolto nel cimitero posto accanto alla chiesa.

### Annotazioni
1. ↑  Sulla sua tomba nel settembre 2001 fu posizionata una targa con la scritta Uno come pochi.

### Fonti
1. 1 2 3 4  Susani 2010, p. 20.
2. ↑  Holmes 1998, p. 26.
3. 1 2  Edgar Charles Richard Baker, Fighter Aces of the RAF 1939-1945, William Kimber, London, 1962.
4. ↑  https://www.bbc.co.uk/archive/battleofbritain/11418.shtml
5. 1 2 3 4 5 6 7  Susani 2010, p. 21.
6. ↑  Holmes 1998, p. 37.
7. ↑  Cull, Lander, Weiss 1999, p. 108.
8. 1 2  https://www.thegazette.co.uk/London/issue/34929/page/5154
9. 1 2 3 4 5  Susani 2010, p. 22.
10. ↑  Price 1990, pp. 62-63.
11. ↑  https://www.thegazette.co.uk/London/issue/35001/page/6754
12. ↑  https://www.thegazette.co.uk/London/issue/35029/supplement/39
13. ↑  London Gazette, 21 February 1941
14. ↑  London Gazette, 25 November 1941
15. 1 2 3 4 5 6 7 8  Susani 2010, p. 23.
16. ↑  London Gazette, 10 May 1949
17. ↑  London Gazette, 7 March 1967

### Periodici
- Emanuele Susani, ’Zenzero’ Lacey, in Aerei nella Storia, n. 70, Parma, West-Ward Edizioni, febbraio-marzo 2010,  pp. 20-23.